# Judith Godrèche
Cet article possède un paronyme, voir Goldreich.
Judith Godrèche, née le 23 mars 1972 à Paris 17e, est une actrice, scénariste, réalisatrice et militante féministe française.
Elle est révélée par son interprétation dans le drame La Désenchantée (1990) réalisé par Benoît Jacquot, qui lui vaut une nomination au César du meilleur espoir féminin, puis par la comédie d'époque Ridicule (1996) réalisée par Patrice Leconte.
Par la suite, elle se distingue dans les comédies dramatiques L'Auberge espagnole (2002) de Cédric Klapisch, France Boutique (2002) de Tonie Marshall et Potiche (2010) de François Ozon. Les deux premiers films lui valent des nominations au César de la meilleure actrice dans un second rôle.
À la suite des résultats décevants de son premier film en tant que scénariste et réalisatrice, Toutes les filles pleurent (2010), elle se voit proposer d'écrire et de jouer dans une série HBO, qui ne sera finalement pas réalisée, et s'expatrie alors aux États-Unis.
Elle revient en France, en 2023, avec la série Icon of French Cinema dont elle est la réalisatrice, scénariste et l'interprète principale.
Elle dépose plainte pour viol sur mineur en 2024 contre les réalisateurs Benoît Jacquot et Jacques Doillon. Depuis, elle témoigne régulièrement et adopte des prises de position féministes auprès du monde du cinéma, mais aussi auprès des parlementaires, sur le sujet des violences sexuelles et sexistes dans le cinéma.

## Biographie

### Jeunesse
Les parents de Judith Godrèche sont psychothérapeutes : sa mère, Marie Deslis, est psychomotricienne et originaire du Nord de la France ; son père, Alain Godrèche, est psychanalyste et issu d'une famille d'origine juive polonaise émigrée à Paris qui a francisé son nom, initialement écrit « Goldreich ».
La séparation de ses parents lorsqu'elle a huit ans est un choc et contribue à l'interruption de sa scolarité à l'âge de quinze ans et à son installation dans une vie d'adulte très jeune. Elle essaie d'intégrer des castings pour le cinéma, et rencontre à l'âge de 14 ans, en 1986, le réalisateur Benoît Jacquot, alors âgé de 39 ans. Elle s'installe en couple avec lui à partir de 1988,.

### Révélation critique (années 1980-1990)
Pour son premier film, Judith Godrèche interprète la fille du personnage de Claudia Cardinale dans L'Été prochain (1985). À seize ans, elle obtient son premier grand rôle dans Les Mendiants (1988) de Benoît Jacquot.
En 1989, elle joue le rôle principal dans La Fille de 15 ans de Jacques Doillon, film qui lui apporte la reconnaissance du public. Elle décrit plus tard ce tournage comme extrêmement gênant, citant notamment une scène durant laquelle elle devait embrasser le réalisateur Jacques Doillon à répétition devant Jane Birkin, sa compagne de l'époque qui devait lui donner son avis sur la meilleure prise. Le réalisateur se serait également, pour le scénario, très largement reposé sur le travail de l'actrice, qui lui remet un long texte sur son expérience de jeune fille et reprend aussi de nombreux dialogues pour les rendre plus justes. Jacques Doillon refuse de la créditer comme coscénariste, affirmant qu'« elle n'a rien écrit ».
En 1990, elle est nommée pour le César du meilleur espoir féminin pour sa performance dans La Désenchantée de Benoît Jacquot. Lors de la cérémonie des César de 1991, sa nomination est l'occasion d'un dérapage télévisé en direct de Vanessa Paradis : chargée d'annoncer la lauréate, elle prononce d'abord le nom de Judith Godrèche avant de se reprendre et d'annoncer celui de Judith Henry, primée pour La Discrète. Judith Godrèche déclare que Benoît Jacquot lui a proposé d'être créditée en tant que coscénariste de ce film, ce qu'elle refuse à l'époque. En 2023, elle dit regretter ce choix car cela aurait été « un pas vers une forme de liberté, dire qu’on n’est plus un objet mais qu’on a une identité ».
En 1994, son roman autobiographique Point de côté est publié en France par Flammarion. Le public américain la découvre dans le film Ridicule de Patrice Leconte, sorti en 1996, dans lequel elle tient le rôle de Mathilde de Bellegarde. Elle tente alors une carrière hollywoodienne.

### Diversification (années 2000)

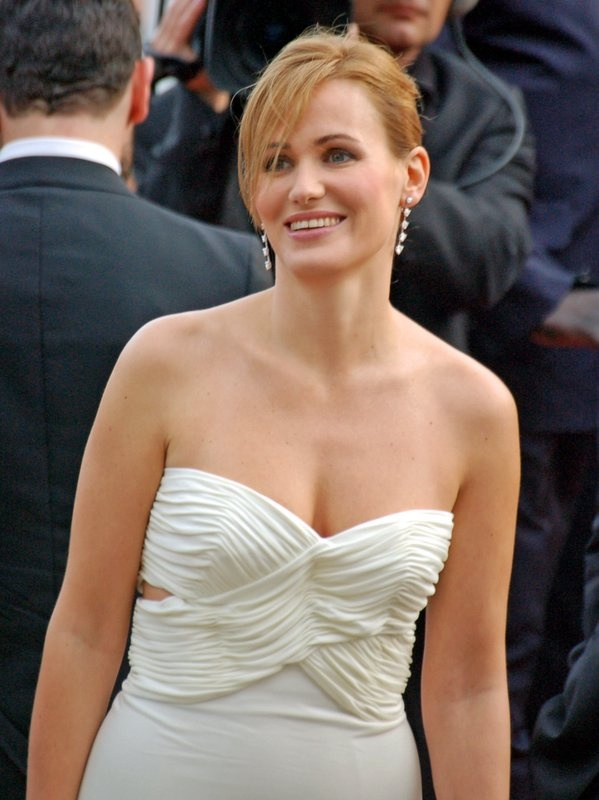
Judith Godrèche au festival de Cannes 2007.

En 1997, elle partage l'affiche avec Leonardo DiCaprio, Jeremy Irons, John Malkovich, Gérard Depardieu et Gabriel Byrne dans le film de cape et d'épée L'Homme au masque de fer. En France, elle tourne dans une comédie populaire, Bimboland d'Ariel Zeitoun.
Elle retourne en France en 2000, où elle enchaîne les tournages : le film choral L'Auberge espagnole, de Cédric Klapisch, puis la première réalisation de l'actrice Sophie Marceau, Parlez-moi d'amour, et enfin la comédie dramatique France Boutique, de Tonie Marshall.
Ses performances dans L'Auberge espagnole et France Boutique lui valent des nominations deux années consécutives pour le César de la meilleure actrice dans un second rôle. En 2003, elle joue dans le thriller Un tueur aux trousses de John Mackenzie.
Durant le reste de la décennie, elle se concentre sur des films essentiellement français. En 2005, elle continue dans la veine de la comédie dramatique avec Tu vas rire, mais je te quitte de Philippe Harel, puis elle partage l'affiche de la comédie Tout pour plaire. Enfin, elle apparaît dans le premier long-métrage de son compagnon du moment, Maurice Barthélemy, intitulé Papa. En 2007, elle joue dans J'veux pas que tu t'en ailles, puis en 2008 dans Home Sweet Home de Didier Le Pêcheur. En 2009, elle tient le premier rôle féminin de la comédie de mœurs Fais-moi plaisir ! d’Emmanuel Mouret et un second rôle dans Albert Schweitzer, un drame historique de Gavin Millar.
Elle conclut cette décennie avec les comédies Potiche de François Ozon et Holiday de Guillaume Nicloux. Mais surtout, elle signe son premier film en tant que scénariste et réalisatrice, Toutes les filles pleurent. La critique est assez sévère avec ce premier film : « Chaque fois que l'héroïne se revoit en petite fille trop mignonne privée d'amour, on a envie de regarder ses chaussures », écrit ainsi Louis Guichard dans Télérama.

### Carrière aux États-Unis (années 2010)
Après la réception critique et commerciale décevante de son film, Judith Godrèche tourne moins et tente de se renouveler. En 2011, elle est au casting de la comédie populaire Low Cost, sous la direction de Maurice Barthélemy, puis retrouve Emmanuel Mouret pour une autre comédie romantique, L'Art d'aimer.
Dans une démarche d'effacement volontaire, elle s'installe à Los Angeles avec ses enfants et ne revient que brièvement en France - par exemple pour la comédie dramatique Chez nous c'est trois !, de Claude Duty, portée par Noémie Lvovsky. Elle déclare : « je ne vais pas les laisser pour aller tourner en France, donc là où je travaille est dicté par là où mes enfants vont à l'école ». Elle tourne dans deux épisodes de la série américaine Royal Pains, diffusés en 2012, puis tient un second rôle dans le thriller Stoker, de Park Chan-wook, sorti en 2013.
En 2014, elle travaille sur un projet de scénario auquel la chaîne de télévision HBO s'intéresse. Elle commence à travailler sur un projet de série avec Mark V. Olsen (en) et Will Scheffer (en). Le projet, qui ne se concrétise pas, est centré sur la figure d'une actrice française s'expatriant aux États-Unis et est en partie autobiographique,. Judith Godrèche devait y tenir le rôle principal ainsi qu'être coproductrice exécutive du projet,.
En 2015, elle fait partie du quatuor réuni pour la comédie noire indépendante The Overnight (en). Elle a pour partenaires Adam Scott, Taylor Schilling et Jason Schwartzman. Le film reçoit un bon accueil dans la presse mais des avis de spectateurs plus mitigés. Elle tient aussi un second rôle dans le drame indépendant Winter, écrit et réalisé par Heidi Greensmith. Après deux années d'absence sur les écrans, elle revient en 2018 en tête d'affiche de la comédie romantique indépendante Under the Eiffel Tower (en), dont elle a coécrit le scénario avec le réalisateur. Elle y joue la propriétaire d'un château dans le Bordelais, face à un quadragénaire américain abandonné devant l'autel[Quoi ?], incarné par Matt Walsh. Puis elle apparaît dans la comédie The Climb de et avec Michael Angelo Covino.

### Retour en France (2023)
En 2023, elle réalise et écrit une mini-série semi-autobiographique, Icon of French Cinema, en coproduction avec Arte et A24. Elle explique avoir « tout écrit et réalisé seule, [être] allée chercher les fonds avec les dents ». La série est projetée lors du Festival du cinéma américain de Deauville 2023 dans la catégorie « Fenêtre sur le cinéma français », puis elle est diffusée sur Arte à partir du 21 décembre 2023.

### Vie privée
À l'âge de 14 ans, Judith Godrèche quitte le domicile familial pour vivre chez Benoît Jacquot, alors âgé de 40 ans,,,.
Elle se marie une première fois avec Philippe Michel, le 5 octobre 1996, dont elle divorce le 9 juin 1998.[réf. nécessaire] Elle se remarie le 12 août 1998 avec l'humoriste Dany Boon, rencontré sur le tournage de Bimboland, et avec qui elle a un fils, Noé, né le 4 septembre 1999 ; ils divorcent en 2002. Elle vit ensuite avec le comédien et réalisateur Maurice Barthélemy de 2004 à 2012 ; Tess Barthélemy naît de cette union le 19 avril 2005,.

## Affaires judiciaires à la suite de violences sexuelles
Pour des articles plus généraux, voir Mouvement MeToo en France et Violences sexuelles et sexistes dans le cinéma français.

### Harvey Weinstein
Judith Godrèche est l'une des 93 femmes qui, le 31 octobre 2017, déclarent avoir été agressées sexuellement par le producteur américain Harvey Weinstein,,. Lors du festival de Cannes 1996, Weinstein avait invité l'actrice dans une chambre d'hôtel pour discuter de la sortie internationale du film Ridicule. Il lui a par la suite demandé un massage, avant d'insister face à son refus jusqu'à l'agresser physiquement, lui tirant ses vêtements. Elle n'avait alors pas dénoncé cette agression, suivant le conseil d'une collaboratrice de Weinstein, afin de ne pas nuire à la sortie internationale du film dont elle était tête d'affiche. Elle a expliqué que, par la suite, elle a eu le sentiment qu'elle était contrainte de maintenir de bonnes relations avec Weinstein afin de pouvoir poursuivre sa carrière. Sa prise de parole avait alors été l'un des déclencheurs du mouvement #MeToo.

### Benoît Jacquot
La promotion, fin 2023-début 2024, de sa mini-série Icon of French Cinema correspond à un retour pour l'actrice, au fil des interviews, sur les années passées avec le réalisateur Benoît Jacquot, et à une prise de conscience progressive de l'impact de cette relation. En 2010, Judith Godrèche évoquait déjà avoir vécu une relation abusive, mais sans apporter de précision sur la personne concernée[réf. nécessaire]. Fin 2023, elle parle d'« un réalisateur de quarante ans » puis, le 7 janvier 2024, elle révèle son identité : Benoît Jacquot. Le 6 février suivant, elle dépose une plainte pour « viols avec violences sur mineur de moins de 15 ans » contre le réalisateur,,. Elle compare son expérience avec celle que Vanessa Springora décrit dans son roman Le Consentement, disant qu'elle n'a pas pu en finir la lecture en raison du nombre trop important de similitudes avec sa propre histoire.
En mai 2024, la journaliste Sophie des Déserts publie dans Libération une enquête intitulée « Judith Godrèche, les secrets d’une métamorphose » qui reprend l'historique de l'affaire à partir de l'installation de l'actrice avec Benoît Jacquot.

### Jacques Doillon
Le 6 février 2024, elle dépose une plainte contre Jacques Doillon pour viol sur mineur de quinze ans par personne ayant autorité. Elle accuse le cinéaste de l'avoir violée en marge et au cours du tournage de La Fille de 15 ans tourné en 1987. Judith Godrèche, quinze ans à l'époque, joue le personnage principal, aux côtés de Melvil Poupaud et de Doillon lui-même. Selon la déposition de l'actrice, les faits se sont déroulés dans la maison de Jane Birkin, compagne du cinéaste à l'époque, dans le bureau du réalisateur.

### Répercussions des affaires
Après les plaintes contre Benoît Jacquot et Jacques Doillon, Judith Godrèche dénonce « l'écrasement de la parole » face à l'emprise et aux violences sexuelles.

#### Analyse rétrospective
Pour l'actrice, il s'agit d'une situation très fréquente au cinéma ; elle explique qu'« en tant qu'actrice, on a besoin d'être aimée, regardée. » Elle estime qu'il est compréhensible de trouver dans une adolescente de quinze ans une source d'inspiration inépuisable, cependant elle ajoute que l'on « peut faire des films sublimes sans aller jusqu'à coucher avec son actrice mineure. Pour moi, cela devient de la perversion. La position de l'adulte dans la société, c'est de savoir où mettre les limites, même quand il s’agit d'art. » Revenant sur la relation avec Jacquot, elle constate : « J’étais tellement docile, j’étais endoctrinée, c’est comme si j’avais rejoint une secte. »

#### Actions personnelles et prises de parole
Elle prononce le 24 février 2024, un discours lors de la cérémonie des César pour évoquer « son expérience de jeune fille abusée par des réalisateurs » et la place des femmes dans le cinéma en général,.
Au lendemain de cette intervention, elle constate l'omertà du milieu du cinéma et demande des « changements » dans les institutions cinématographiques. Ainsi, elle s'interroge : comment Dominique Boutonnat, président du CNC, mis en examen pour agression sexuelle sur son filleul, « [peut] organiser au CNC des formations contre les violences sexuelles et sexistes ? »
En sélection officielle du festival de Cannes 2024, son court métrage, Moi aussi, traitant des violences sexuelles sur les mineurs, en hommage - et avec une partie des 5000 femmes qui lui ont envoyé un témoignage sur ces violences (et aussi quelques hommes), est projeté, le 15 mai, lors de la cérémonie d’ouverture de la section Un certain regard. Le 25 mai, jour de la cérémonie de clôture, il a été diffusé sur la chaîne Culturebox de France.tv.

#### Conséquences parlementaires

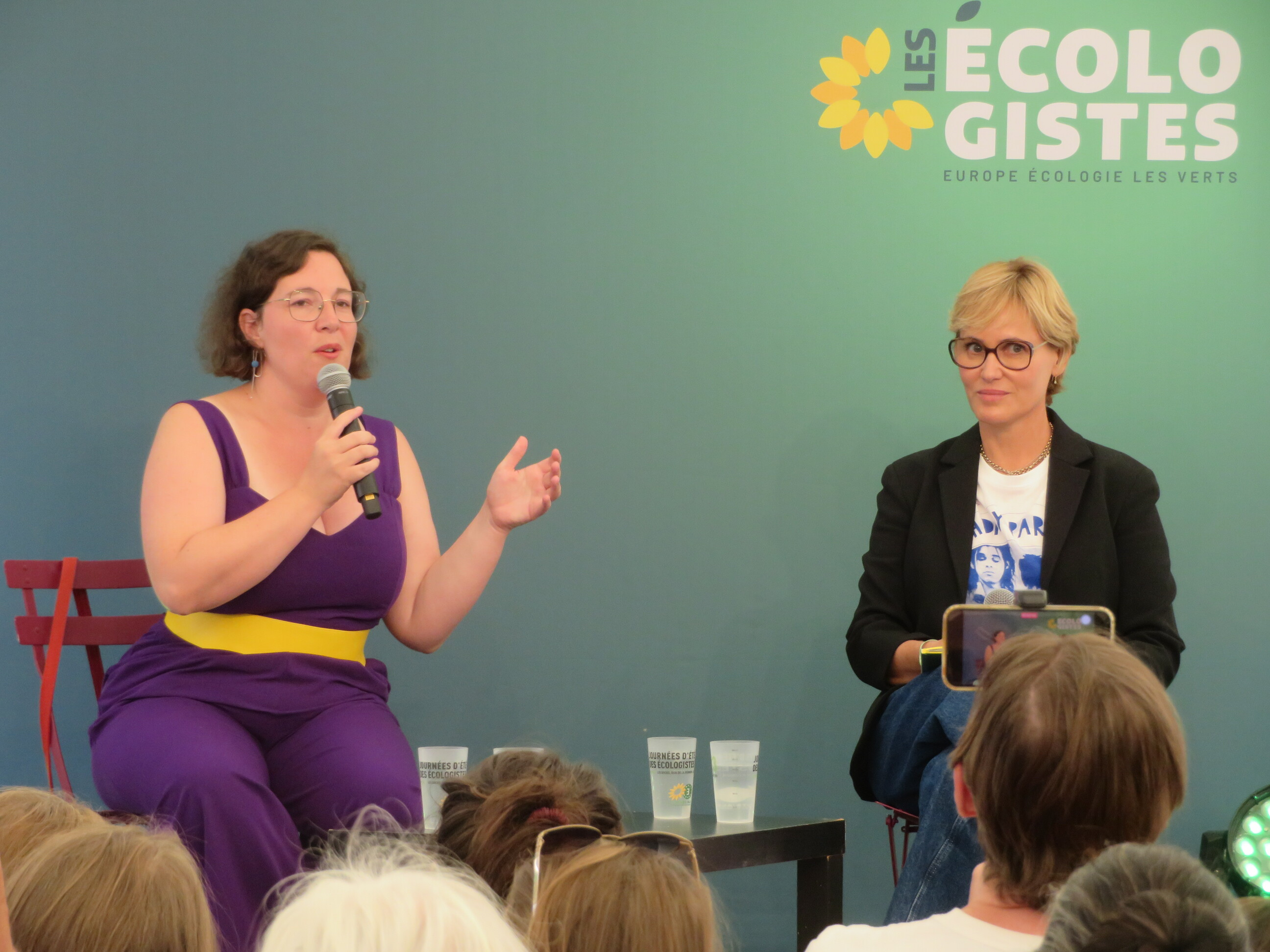
Judith Godrèche témoigne aux Journées d'été des écologistes 2024, avec Cyrielle Chatelain.

Le 29 février 2024, elle est auditionnée par la délégation parlementaire aux droits des femmes et à l’égalité entre les hommes et les femmes du Sénat : elle demande une commission d’enquête contre les violences sexistes et sexuelles dans le cinéma. Elle préconise l'obligation d'un référent indépendant, non payé par la production, sur les tournages avec un mineur, afin « qu’un enfant ne soit jamais laissé seul sur un tournage. » Elle demande aussi un coordinateur d'intimité pour les scènes d'ordre sexuel.
Le 2 mai 2024, l'Assemblée nationale, en présence de Judith Godrèche qui l'avait demandée, approuve à l'unanimité la création d'une commission d'enquête, chargée d’étudier pendant 6 mois « les abus et violences sexuelles commises dans le cinéma, l’audiovisuel, la mode, le spectacle vivant et la publicité »,. Cette commission d'enquête est mécaniquement dissoute avec la dissolution de l'Assemblée nationale annoncée par Emmanuel Macron le 9 juin 2024, mais une nouvelle commission d'enquête est relancée le 9 octobre.

## Filmographie

### Actrice

#### Cinéma
- 1985 : L'Été prochain de Nadine Trintignant : Nickie
- 1987 : Les Saisons du plaisir de Jean-Pierre Mocky : Ophélie
- 1988 : Les Mendiants de Benoît Jacquot : Catherine
- 1988 : La Méridienne de Jean-François Amiguet : Stéphanie
- 1988 : Un été d'orages de Charlotte Brändström : Laurence
- 1989 : La Fille de 15 ans de Jacques Doillon : Juliette
- 1989 : Sons d'Alexandre Rockwell : Florence Jr.
- 1990 : La Désenchantée de Benoît Jacquot : Beth
- 1991 : Ferdydurke de Jerzy Skolimowski : Zoo
- 1991 : Paris s'éveille de Olivier Assayas : Louise
- 1993 : Tango de Patrice Leconte : Madeleine
- 1993 : Une nouvelle vie d'Olivier Assayas : Lise
- 1994 : Grande Petite de Sophie Fillières : Bénédicte
- 1995 : L'Aube à l'envers (court métrage) de Sophie Marceau : la jeune femme
- 1995 : Beaumarchais, l'insolent d'Édouard Molinaro : Marie-Antoinette
- 1996 : Ridicule de Patrice Leconte : Mathilde
- 1998 : L'Homme au masque de fer (The Man in the Iron Mask) de Randall Wallace : Christine
- 1998 : Bimboland d'Ariel Zeitoun : Cécile Bussy
- 1999 : Entropy de Phil Joanou : Stella
- 2001 : South Kensington de Carlo Vanzina : Susanna
- 2002 : L'Auberge espagnole de Cédric Klapisch : Anne-Sophie
- 2002 : Parlez-moi d'amour de Sophie Marceau : Justine
- 2002 : France Boutique de Tonie Marshall : Estelle
- 2003 : Un tueur aux trousses (Quicksand) de John Mackenzie : Lela Forin
- 2004 : Tu vas rire, mais je te quitte de Philippe Harel : Élise Véronne
- 2004 : Tout pour plaire de Cécile Telerman : Marie
- 2005 : Papa de Maurice Barthélemy : Maman
- 2007 : J'veux pas que tu t'en ailles de Bernard Jeanjean : Carla
- 2008 : Home Sweet Home de Didier Le Pêcheur : Claire
- 2009 : La Panthère rose 2 (The Pink Panther 2) de Harald Zwart : la reporter
- 2009 : Fais-moi plaisir ! d’Emmanuel Mouret : Elisabeth
- 2009 : Albert Schweitzer de Gavin Millar : Thérèse Bourdin
- 2010 : Toutes les filles pleurent d'elle-même : Lucie
- 2010 : Potiche de François Ozon : Joëlle Pujol
- 2010 : Holiday de Guillaume Nicloux : Nadine Trémois
- 2011 : Low Cost de Maurice Barthélemy : Nuance
- 2011 : L'Art d'aimer d'Emmanuel Mouret : Amélie
- 2013 : Chez nous c'est trois ! de Claude Duty : Alice Guiard
- 2013 : Stoker de Park Chan-wook : docteur Jacquin
- 2015 : Nuit blanche entre amis (en) (The Overnight) de Patrick Brice (en) : Charlotte
- 2015 : Winter de Heidi Greensmith : Miriam
- 2019 : Under the Eiffel Tower (en) d'Archie Borders : Louise
- 2019 : The Climb de Michael Angelo Covino : Ava
- 2022 : She Said de Maria Schrader : elle-même (voix)

##### Nominations
- César 1991 : nomination au César du meilleur espoir féminin pour La Désenchantée
- César 2003 : nomination au César de la meilleure actrice dans un second rôle pour L'Auberge espagnole
- César 2004 : nomination au César de la meilleure actrice dans un second rôle pour France Boutique

#### Télévision
- 1992 : Emma Zunz[43] (téléfilm) de Benoît Jacquot : Emma Zunz
- 1995 : Pour une vie ou deux (téléfilm) de Marc Angelo : Mila
- 1997 : Le Rouge et le Noir (téléfilm) de Jean-Daniel Verhaeghe : Mathilde de la Môle
- 2012 : Royal Pains (série télévisée), saison 3, épisodes 15 et 16 : Claudette Von Jurgens
- 2020 : Medical Police (série télévisée), saison 1, épisode 3 Dumb Doggy de Bill Benz : Anaïs Desjardins
- 2023 : Icon of French Cinema (mini-série) d'elle-même : Judith

### Scénariste
- 2010 : Toutes les filles pleurent d'elle-même
- 2019 : Under the Eiffel Tower (en) d'Archie Borders
- 2023 : Icon of French Cinema (mini-série) d'elle-même

### Réalisatrice
- 2010 : Toutes les filles pleurent
- 2023 : Icon of French Cinema (mini-série)
- 2024 : Moi aussi

## Théâtre
- 1992 : Je veux faire du cinéma de Neil Simon, mise en scène Michel Blanc, théâtre de la Michodière, Paris
- 1996 : Trois femmes grandes d'Edward Albee, mise en scène Jorge Lavelli, théâtre de l'Atelier, Paris

## Publication
- Point de côté, Paris, Flammarion, 1995, 158 p. (ISBN 2-08-067089-1 et 9782080670892, EAN 9782080670892, BNF 35744344, présentation en ligne)